# الدوري البرتغالي لكرة السلة
الدوري البرتغالي لكرة السلة (بالبرتغالية: Liga Portuguesa de Basquetebol‏) هو دوري كرة السلة للمحترفين الأعلى للرجال في البرتغال تأسس في 2008 يلعب فيه 11 فريقاً.

## أبرز الفرق
- بنفيكا لكرة السلة

## وصلات خارجية
- الموقع الإلكتروني